# Kostrzewy (Jeziorany)
Kostrzewy (deutsch Zehnhuben) ist ein Ort in der polnischen Woiwodschaft Ermland-Masuren. Er gehört zur Gmina Jeziorany (Stadt-und-Land-Gemeinde Seeburg) im Powiat Olsztyński (Kreis Allenstein).

## Geographische Lage
Kostrzewy liegt in der nördlichen Mitte der Woiwodschaft Ermland-Masuren, 30 Kilometer südwestlich der ehemaligen Kreisstadt Rößel (polnisch Reszel) bzw. 25 Kilometer nordöstlich der heutigen Kreismetropole und auch Woiwodschaftshauptstadt Olsztyn (deutsch Allenstein).

## Geschichte
1350 ist das Gründungsjahr des aus ein paar kleinen Höfen bestehenden Dorfs  Zehnhuben. Im Jahre 1785 wurde es als köllmisches Dorf mit sieben Feuerstellen erwähnt, im Jahre 1820 als ebensolches mit neun Feuerstellen bei 41 Einwohnern.
Von 1874 bis 1945 gehörte Zehnhuben zum Amtsbezirk Krokau (polnisch Krokowo) im ostpreußischen Kreis Rößel.
91 Einwohner waren im Jahre 1885 in Zehnhuben registriert, im Jahre 1910 waren es 66. 1933 belief sich die Einwohnerzahl auf 59 und 1939 wieder auf 66.
Als 1945 in Kriegsfolge das gesamte südliche Ostpreußen an Polen fiel, erhielt Zehnhuben die polnische Namensform „Kostrzewy“. Heute ist das Dorf Teil der Stadt-und-Land-Gemeinde Jeziorany (Seeburg) im Powiat Olsztyński (Kreis Allenstein), von 1975 bis 1998 der Woiwodschaft Olsztyn, seither der Woiwodschaft Ermland-Masuren zugehörig. Im Jahre 2021 zählte Kostrzewy 74 Einwohner.

## Kirche
Bis 1945 war Zehnhuben in die evangelische Kirche Seeburg (Ostpreußen) in der Kirchenprovinz Ostpreußen der Kirche der Altpreußischen Union, außerdem in die römisch-katholische St.-Bartholomäus-Kirche der Stadt im damaligen Bistum Ermland eingepfarrt.
Auch heute gehört Kostrzewy zur römisch-katholischen St.-Bartholomäus-Pfarrei in Jeziorany, die nun im Erzbistum Ermland liegt. Die evangelischen Einwohner sind der Christus-Erlöser-Kirche Olsztyn (Allenstein) in der Diözese Masuren der Evangelisch-Augsburgischen Kirche in Polen zugeordnet.

## Verkehr
Kostrzewy liegt an der Woiwodschaftsstraße 595, die die beiden Städte Jeziorany (Seeburg) und Barczewo (Wartenburg) sowie  die Woiwodschaftsstraße 593 und die Landesstraße 16 (ehemalige deutsche Reichsstraße 127) miteinander verbindet. Eine Bahnanbindung besteht nicht.